# Stanišići, Budva
Stanišići este un sat din comuna Budva, Muntenegru. Conform datelor de la recensământul din 2003, localitatea are 5 locuitori (la recensământul din 1991 erau 11 locuitori).

## Demografie
În satul Stanišići locuiesc 5 persoane adulte, iar vârsta medie a populației este de 60,5 de ani (49,0 la bărbați și 68,2 la femei). În localitate sunt 3 gospodării, iar numărul mediu de membri în gospodărie este de 1,67.
Populația localității este foarte eterogenă.
|  |

| Demografie | Demografie | Demografie |
| An         | Locuitori  | Locuitori  |
| ---------- | ---------- | ---------- |
|            |            |            |
|            |            |            |
|            |            |            |
|            |            |            |
| 1948       | 92         |            |
| 1953       | 82         |            |
| 1961       | 84         |            |
| 1971       | 26         |            |
| 1981       | 7          |            |
| 1991       | 11         | 11         |
| 2003       | 5          | 5          |

| \| Componența etnică conform recensământului din 2003[2] \| Componența etnică conform recensământului din 2003[2] \| Componența etnică conform recensământului din 2003[2] \| Componența etnică conform recensământului din 2003[2] \| Componența etnică conform recensământului din 2003[2] \| \| ----------------------------------------------------- \| ----------------------------------------------------- \| ----------------------------------------------------- \| ----------------------------------------------------- \| ----------------------------------------------------- \| \| \| \| \| \| \| \| Muntenegreni \| Muntenegreni \| \| 2 \| 40% \| \| Sârbi \| Sârbi \| \| 2 \| 40% \| \| necunoscută \| necunoscută \| \| 0 \| 0% \| |              |  |   |     |
| Componența etnică conform recensământului din 2003 |              |  |   |     |
| |              |  |   |     |
| Muntenegreni | Muntenegreni |  | 2 | 40% |
| Sârbi | Sârbi        |  | 2 | 40% |
| necunoscută | necunoscută  |  | 0 | 0%  |